# Калёнов, Игорь Евгеньевич
Игорь Евгеньевич Калёнов (род. 27 апреля 1967, Ленинград) — российский кинорежиссёр, актёр, сценарист и продюсер. Основатель и руководитель кинокомпании «Никола-фильм».

## Биография
Игорь Евгеньевич Калёнов родился 27 апреля 1967 года в Ленинграде.
С 1989 по 1992 годы работал на Ленинградской студии документальных фильмов в должностях ассистента режиссёра, редактора, заместителя главного редактора по международным связям, коммерческого директора. 
В 1991 году основал киностудию «Никола-фильм», которую возглавляет по сей день. 
С 2003 года является доцентом кафедры продюсирования Санкт-Петербургского университета кино и телевидения. Член Российской Академии кинематографических искусств «Ника». Кандидат экономических наук.

## Фильмография

### Режиссёр
1. 2006 — Секретная служба Его Величества
2. 2007 — Секретная служба Его Величества
3. 2008 — Золото Трои
4. 2008 — Александр. Невская битва
5. 2009 — Укрощение строптивых
6. 2010 — Клуб счастья

### Сценарист
1. 2001 — Золушка в сапогах
2. 2009 — Укрощение строптивых
3. 2014 — На рубеже. Ответный удар

### Продюсер
1. 1992 — Два капитана 2
2. 1993 — Грех. История страсти
3. 1993 — Над тёмной водой
4. 1994 — Увлеченья
5. 1995 — Всё будет хорошо!
6. 1996 — Операция «С Новым годом!»
7. 1997 — Бомба
8. 1998 — Особенности национальной рыбалки
9. 1998 — Горько!
10. 2000 — Выход
11. 2001 — Золушка в сапогах
12. 2002 — Чеховские мотивы
13. 2002 — Любовь императора
14. 2003 — Отец и сын
15. 2003 — Чужое лицо
16. 2005 — Прямохождение
17. 2005 — Солнце
18. 2005 — Полумгла
19. 2005 — Фаворит
20. 2008 — Золото Трои
21. 2008 — Александр. Невская битва
22. 2009 — Укрощение строптивых
23. 2010 — Исполнительный лист
24. 2011 — Сквот
25. 2013 — Пластилинки. Азбука (мультсериал)
26. 2014 — На рубеже. Ответный удар
27. 2015 — 12 месяцев. Новая сказка
28. 2015 — Безумная планета